# 石井あみ
石井 あみ（いしい あみ、1980年10月14日 - ）は、日本のタレント、女優、グラビアアイドル。HORIZON株式会社所属。夫は175RのSHOGO。

## 人物
東京都生まれ。東洋英和女学院高等部卒業。
「ワンギャル」（第5期）の一人として、テレビのバラエティー番組 『ワンダフル』（TBS）に、2001年（平成13年）10月からレギュラー出演した。また、同『電波少年』（日本テレビ）の企画、「電波少年的15少女漂流記」に参加した。同企画では途中リタイアに終わったものの、『ワンダフル』は最後まで脱退せずに卒業した。「ワンギャル」に選出された当時の所属芸能事務所はトミーズアーティストカンパニーであったが同事務所には所属タレントの釈由美子（第1期）や田嶋洋子（第2期）をワンギャルとしていた実績があった。
その後はタレントや女優としての活動を続けているが、2008年（平成20年）からはファッションブランド 「アイズビット代官山」（東京都渋谷区）の広報担当も兼務している。芸能事務所は株式会社スパイスを経て、現在はHORIZON株式会社に所属。
2014年の春、175RのSHOGOと結婚。2016年3月に長女、2018年10月に次女を出産。

## 交友関係
元テレビ朝日アナウンサーの大木優紀とは小学校入学から高校卒業まで12年間の同級生であり、中学校時代には同じくミュージカル部に所属していた。石井と大木との交友関係は現在も続いており、石井のブログには大木の記事や写真がたびたび掲載されている。芸術家で漫画家の近藤聡乃も中学校から高校時代の同級生であり、3人は東洋英和女学院OGによる私的同期会（健二会）において、年に何度も顔をあわせている。

## 出演

### テレビ
- あしたのG（フジテレビ・Gガール）
- 埼玉ドライブナビゲーション（テレビ埼玉・3代目アシスタント・2006年10月 - 2007年9月）
- 地中海沿岸紀行（旅チャンネル）
- LEADER'S HOW TO BOOK ジョーシマサイト（2009年8月31日　テレビ朝日）

### 映画
- 『君はまだ、無名だった。』 （2006年）
- パッチギ! LOVE&PEACE（2007年）
- 孤高のメス(2010年)東映
- ヒーローショー(2010年)角川映画

### テレビドラマ
- はみだし刑事情熱系VI（2001年）
- 九龍で会いましょう（2002年）
- 優香座シネマ（2002年）
- 離婚弁護士（2004年）
- 打姫オバカミーコ（2006年）
- CHANGE（2008年）

### CM
- ヤマザキナビスコ「ナビスコ・チップスター」（2000年）
- マクドナルド「サクッとメンチマック」（2002年）
- ファイザー・コンシューマー・インク「ホールズ」（2002年）
- グリコ 「ポッキー（盛り上がる王様ゲーム!篇）」（2005年）
- キリンビバレッジ 「午後の紅茶」（2005年）
- NTTドコモ FOMA テレビ電話「仲裁篇」（2006年）
- みずほ銀行「HAPPY BANK DAY to you /ケータイ・クレジット」篇（2006年）
- アメリカンホーム保険会社「アメリカンホームダイレクト」（2008年）
- 大王製紙 「エリエール」（2009年）
- 第一三共 「アストラゼネカ 逆流性食道炎～呑酸篇～」（2011年）

### 舞台
- ノック・アウト・ブラザー（2005年5月）
- 紅薔薇うさぎ団プロデュース公演 vol.3 「世界を終わりに近づける愛の魔法」（2010年1月）
- ベニバラ兎団vol.4「Cabaret カルチェ・ラタン!1950」（2010年9月30日-10月3日、シアターモリエール）
- ベニバラ兎団vol.5β「レスラーガールズ」（2011年1月7日-11日、下北沢シアター711）
- ベニバラ兎団vol.6「行けっ!風間山荘」（2011年4月21日-24日、ザムザ阿佐谷）
- ベニバラ兎団vol.8「Bio9-バイオナイン-」（2011年9月16日-19日、シアターモリエール）

## DVD
- Candy Lips（2002年11月20日）